# Kurnugia
Kurnugia (babylonisch qaqqar, auch erset la tari „Land ohne Wiederkehr“) ist die sumerische Bezeichnung des Totenreiches.
Kurnugia ist vom Unterweltfluss Ḫubur umgrenzt. Die Unterwelt hat sieben Tore, das erste oder der Eingang ist Ganṣir (sumerisch IGI.KUR.ZA, IGI.ZA.KUR). Es wurde auch igi.kur.ra, Auge der Unterwelt genannt. Nach dem Mythos "Nergals Gang in die Unterwelt" sind die weiteren Tore Nedu, Enkišar, Endašurimma, Enuralla, Endukuga, Endušuba und Ennugigi.
Im Mythos Ištars Höllenfahrt wird Kurnugia näher beschrieben:

„Zum Kurnugia, dem Land ohne Wiederkehr, wandte Ištar ihren Sinn, ... nach dem finsteren Haus von Irkalla, zum Haus, der es betritt, nicht wieder verlässt, auf den Weg, dessen Beschreiten ohne Rückkehr ist, zum Haus, wer es betritt, des Lichtes entbehrt, wo Staub ihr Hunger, ihre Speise Lehm ist, das Licht sie nicht sehen, sie in der Finsternis sitzen.“

Im Gilgamesch-Epos berichtet Enkidu seinem Freund Gilgameš einen Traum, in welchem das Land ohne Wiederkehr  ähnlich wie in Ištars Höllenfahrt beschrieben wird. Ergänzend werden dort die Bewohner von Kurnugia genannt:

„Da liegen auf einem Haufen die Kronen. Es sitzen die Könige da, die vormals gekrönten Häupter, die seit ältester Zeit über das Land geherrscht... Da sitzen die Hohe-, Beschwörungs- und Reinigungspriester, da sitzen die Gesalbten der Götter. Da sitzt Etana, da sitzt Šakkan, da sitzt die Königin der Unterwelt, Ereškigal, (und) Bēlet-sēri, Buchhalterin der Unterwelt, liegt vor ihr auf den Knien.“